# Aloe trinervis
Aloe trinervis — вид сукулентних рослин роду алое. Описаний у 2020 році.

## Поширення
Ендемік Індії. Поширений у пустелі Тар в районі міста Біканер.

## Опис
Вид схожий на Aloe vera, який був єдиним диким видом алое, відомим в Індії до цього відкриття. На відміну від A. vera, що має трикутні загострені зубці по краях листка, у цієї рослини зубці відігнуті назад. До того ж, перший має нерозгалужені квіткові суцвіття, тоді як у цього виду вони розгалужуються. Квітки A. vera помаранчево-жовті, а в A. trinervis вони блідо-зелені, коричневі в середині і довші. Також у нового виду довші тичинки.